# Acrophonus jeanneli
Acrophonus jeanneli är en insektsart som beskrevs av Lucien Chopard 1932. Acrophonus jeanneli ingår i släktet Acrophonus och familjen syrsor. Inga underarter finns listade i Catalogue of Life.